# Fachhochschule für Sport und Management Potsdam
Die Fachhochschule für Sport und Management Potsdam (FHSMP) der Europäischen Sportakademie Land Brandenburg (ESAB) ist eine Fachhochschule in Potsdam, die (Nachwuchs-)Leistungssportlern und Sportinteressierten eine Karriere im Sport beziehungsweise sportlichen Umfeld ermöglichen soll. Zum Wintersemester 2009 nahm sie den Lehrbetrieb auf. Ehrenamtlicher Hochschulpräsident ist seit dem 1. Januar 2025 Michael Barsuhn.

## Geschichte und Profil
Die Fachhochschule für Sport und Management Potsdam nahm zum Wintersemester 2009/10 den Lehrbetrieb auf. Betreiber und Träger ist die Europäische Sportakademie Land Brandenburg gGmbH, die Bildungsträger des Landessportbundes Brandenburg (LSB) ist. Darüber ist die FHSMP die einzige Hochschule unter dem Dach des Deutschen Olympischen Sportbundes (DOSB). Als gemeinnützige Einrichtung werden keine kommerziellen Ziele verfolgt. Gewinne dürfen nicht erwirtschaftet werden.
Kooperationspartner der Hochschule sind beispielsweise die AOK Nordost, die Brandenburgische Sportjugend, der Deutsche Olympische Sportbund, European Observatoire of Sport and Employment (EOSE), das Land Brandenburg, die Recura Kliniken, das Ministerium für Jugend, Bildung und Sport, der Landessportbund Berlin und der Olympiastützpunkt Brandenburg.

## Studium
Die Ausbildung zum Bachelor of Arts erfolgt als duales Studium. Es wird ein Hochschulstudium mit einer betrieblichen Berufsausbildung verbunden und es können ohne Mehrkosten Lizenzen des DOSB erworben werden. Begleitend zum Studium lernen und arbeiten die Studierenden durchschnittlich 20 Wochenstunden in einem Ausbildungsbetrieb der Sport- beziehungsweise der Gesundheitsbranche oder im Rahmen von Projekten an wechselnden Praxisorten.
Die angebotene Studiengänge sind:
- Angewandte Sportwissenschaft mit den Spezialisierungen
  - Leistungs- und Wettkampfsport
  - Gesundheitssport und Prävention
  - Bewegungs- und Sportpädagogik
- Management mit den Spezialisierungen
  - Sportmanagement
  - Kommunikation und digitale Medien im Sport
  - Gesundheitsmanagement[7]
- Gesundheit und angewandte Therapiewissenschaften
  - Ergotherapie, Logopädie und Physiotherapie

Die Regelstudienzeit der Studiengänge an der Fachhochschule für Sport und Management Potsdam sind sechs Semester. Die Studiengebühren betragen 499 Euro im Monat, wobei die Kostenübernahmen durch Ausbildungsbetriebe vorgegeben sind.
Ab dem Wintersemester 2023 bietet die Fachhochschule für Sport und Management drei Masterstudiengänge in Vollzeit, Teilzeit und berufsbegleitender Studienform an:
- Master Leistungsdiagnostik & Performance
- Master Sportentwicklung & Sportstättenmanagement
- Master Sport- und Bewegungstherapie

## Standort
Die Fachhochschule befindet sich in unmittelbarer Nähe zum Olympiastützpunkt Brandenburg am Templiner See.